# Cycas armstrongii
Cycas armstrongii Miq., 1868 è una pianta appartenente alla famiglia delle Cycadaceae, endemica dell'Australia.

## Descrizione
È una cicade con fusto eretto, alto sino a 4 m e con diametro di circa 10 cm.
Le foglie, pennate, lunghe 50-120 cm, sono disposte a corona all'apice del fusto e sono rette da un picciolo lungo 15-30 cm.
È una specie dioica con esemplari maschili che presentano microsporofilli disposti a formare strobili terminali di forma ovoidale, lunghi 17-20 cm e larghi 4-12 cm ed esemplari femminili con macrosporofilli) che si trovano in gran numero nella parte sommitale del fusto, con l'aspetto di foglie pennate che racchiudono gli ovuli, in numero di 2-4.
I semi sono grossolanamente ovoidali, lunghi circa 3 mm, ricoperti da un tegumento di colore giallo.

## Distribuzione e habitat
La specie è endemica del Territorio del Nord dell'Australia.

## Conservazione
La IUCN Red List classifica C. armstrongii come specie vulnerabile.

La specie è inserita nella Appendice II della Convention on International Trade of Endangered Species (CITES)